# True Combat: Elite
True Combat: Elite (TC: Elite ou TC:E) é uma modificação (conversão total) feita pela Team Terminator e GrooveSix Studios para o jogo FPS gratuito Wolfenstein: Enemy Territory, iniciada em 2004. A modificação é no gênero de realismo tático e suporta os sistemas operacionais Windows, Linux e Macintosh. O jogo é descendente de uma modificação do jogo Quake 3 chamada True Combat, que contém algumas similaridades em seus mecanismos.

## Características
(de acordo com o site do True Combat: Elite)
- Sem custo; modificação gratuita de um jogo gratuito
- Suporte multi-plataforma; (Windows, Linux, Mac)
- Efeitos de luz em HDR (Renderizaçao em Definição de Alto Alcance)
- Adaptação Dinâmica dos Olhos (DynEA)
- Simulação realística do comportamento das armas
- Sistema de mira aberto "Iron Sight" (Não tem mira em cruz)
- Simulação sofisticada de balística, incluindo penetração dos objetos em multi-camadas
- Mira independente da tela
- Possibilidade de escalar objetos
- Níveis em escala realista
- Texturas em escala
- Gráficos em alta definição, baseados em imagens de câmeras digitais com alta definição
- Sons com alta fidelidade (44 kHz)
- Modos de visão em Letterbox e Widescreen
- Compensação de Lag
- Suporte anticheat do Punkbuster

## Jogabilidade

### Visão Geral
True Combat: Elite é um jogo acelerado de tiro tático com foco no combate em proximidade com armas e em equipes com objetivo.
Duas equipes se enfrentam utilizando armamento moderno. No modo de jogo com objetivo, existe um time que será o defensor.
Uma das característcas mais notáveis, e que freqüentemente confunde os jogadores mais novos, é que não há a mira em cruz na tela. No lugar dela é usado o mecanismo de mira da arma (iron sight). A arma também pode ser disparada de uma posição mais baixa, sem fazer a mira, mas com perda de acuidade.

### Equipes
O jogo apresenta dois times diferentes, Terroristas (Terrorists) e SpecOps (um morfema para “Special Operancion Forces” – Forças de Operações Especiais). Existem três classes para ambos os times:
- Assault – Tem acesso aos rifles de assalto, pistolas, uma shotgun semi-automática e uma granada de mão.
- Recon – Tem acesso a submetralhadoras, submetralhadoras com silenciador, a uma shotgun, kit técnico opcional (substituindo granadas, granadas de luz e de fumaça), e pode usar duas pistolas juntas. É a classe mais rápida, movimentando-se de maneira veloz.
- Sniper – Tem acesso aos rifles com mira telescópica, pistolas e apenas uma granada de fumaça. Lento e menos ágil devido ao carregamento mais pesado.

### Armas
Existe um total de 27 armas no True Combat: Elite. Cada time pode escolher entre 16 armas, sendo 5 armas selecionadas para ambos os times. O inventário do jogador consiste em uma arma primária (rifle de assalto, submetralhadora, shotgun ou rifle de longo alcance) uma pistola como arma secundária, uma faca e uma granada que varia com a classe do jogador.
Também é possível pegar a arma primária de um amigo ou inimigo morto.
| Terroristas                                                                        | Rifles de assalto                                                         | Submetralhadoras                                                                      | Shotguns                                                                                              | Rifles de precisão                                                                  | Granadas                                                 | Pistolas                                              |
| ---------------------------------------------------------------------------------- | ------------------------------------------------------------------------- | ------------------------------------------------------------------------------------- | --- | ----------------------------------------------------------------------------------- | -------------------------------------------------------- | ----------------------------------------------------- |
| Terroristas                                                                        | - AK-47 7.62 x 39 mm - AK-74 Spetsnaz 5.45 x 39 mm - SIG 552 5.56 x 45 mm | - MAC 10 .45 ACP - MAC 10 SD..45 ACP - AKS-74U 5.45 x 39 mm - AKS-74U SD 5.45 x 39 mm | - Mossberg M590 Compact 12 gauge - SPAS 12 12 gauge                                                   | - M76 7.92 x 57 mm Mauser - SSIG-550 sniper 5.56 x 45 mm - Remington SR8 .338 Lapua | - XM84 - M83 - MK3A2                                     | - Glock 17 9 mm - Magnum Research Desert Eagle .50 AE |
| Specops                                                                            |                                                                           |                                                                                       | |                                                                                     |                                                          |                                                       |
| - Colt M16A2 5.56 x 45 mm - Colt M4A1 5.56 x 45 mm - Colt M4A1 SOPMOD 5.56 x 45 mm | - HK MP5/40 .40 S&W - HK MP5SD 9 mm - HK UMP .45 ACP                      | - Mossberg M590 Compact 12 gauge - Benelli M3 Super 90 12 gauge                       | - HK PSG-1 7.62 x 51 mm (.308 Winchester) - Blaser 93 LR2 Tactical .338 Lapua - Colt SPR 5.56 x 45 mm | - XM84 - M83 - MK3A2                                                                | - Beretta 92F 9 mm - Magnum Research Desert Eagle .50 AE |                                                       |
| Rifles de assalto                                                                  | Submetralhadoras                                                          | Shotguns                                                                              | Rifles de precisão                                                                                    | Granadas                                                                            | Pistolas                                                 |                                                       |

### Mapas
Existem vários mapas ser jogados em True Combat: Elite. A maioria dos mapas retrata áreas industriais pelo mundo. Essas ambientações são umas das marcas do True Combat: Elite.
Comparado a outros jogos, os mapas apresentam entornos relativamente complexos com pontos para se esconder, várias salas e passagens subterrâneas. Nota-se que existem vários mapas não-oficiais criados por modificadores.
- Northport, Liverpool, Reino Unido
- Railhouse, Detroit, EUA
- Stadtrand, Hamburgo, Alemanha
- Village, Nikustak, Macedônia
- Snow, Kamchatka, Russia
- Delta, Ijmuiden, Holanda

### Modos de jogo

#### Objetivo
Este modo segue os mesmos princípios do modo "armar/desarmar bomba" (bomb/defuse) do Counter Strike.
Um jogador do time dos terroristas recebe uma carga explosiva, qual jogador receberá a carga depende do desempenho dos jogadores na última partida, ou será escolhido aquele que selecionar o kit técnico. Os terroristas têm a opção de explodir dois alvos: "A" ou "B" como mostra a bússola no canto da tela). Todos os jogadores dos SpecOps têm a habilidade de desarmar a bomba plantada.
O time terrorista vence ao detonar com sucesso um de seus alvos. Se a bomba for desarmada, os SpecOps vencem. Qualquer time vence ao eliminar todos os seus oponentes, entretanto, se a bomba tiver sido plantada, os SpecOps ainda terão que desarmá-la. Em abos os lados, a classe Recon pode escolher um kit técnico para acelerar suas habilidades no objetivo, isto se diferencia do Counter Strike, onde um apenas poderia comprar um kit para desarmar.

#### Bodycount
Bodycount é, na sua essência, o modo team deathmatch. Terroristas e SpecOps devem se enfrentar até que algum time alcance um determinado número de pontos ou, se o tempo se esgotar, o time que tiver a maior "contagem de corpos", ou mortes vence. Os jogadores são capazes de "renascer" (respawning).

#### Reinforced Objective
Este modo de jogo no True Combat: Elite é baseado no clássico modo capture the flag (capturar a bandeira).

## Desenvolvimento por terceiros
Embora True Combat: Elite seja uma modificação em si, existem várias modificações feitas no jogo. Armas que foram implantadas com sucesso pela comunidade inclui: Heckler & Koch MP7, Beretta Cougar M8000, Walter PPK, Walter WA2000, Arctic Warfare Super Magnum, IMI UZI, entre outras. Algumas modificações chegam tão longe a ponto de criar novas armas, um exemplo disto é o rifle de assalto da série anime Ghost in the Shell. Muitas dessas modificações são criadas pela comunidade TC:Elite no Japão. Uma modificação para TC:E chamada True Combat Classic, que coloca o jogador na Segunda Guerra Mundial também está em fase de desenolvimento.

## História
True Combat: Elite foi iniciado em 2004, quando a Team terminator e a GrooveSix Studios juntaram os projetos True Combat e Elite 626.
True Combat era um projeto já existente no qual membros das duas equipes operaram, sob o nome Team Terminator, e Elite era o mais novo projeto sobre o Return to Castle Wolfenstein.
O patch 0.490b foi lançado em 2 de Janeiro de 2007.